# 하늘을 나는 교실
《하늘을 나는 교실》(독일어: Das fliegende Klassenzimmer)은 1933년에 독일의 작가 에리히 케스트너가 쓴 소설이다.
이 책에서 케스트너는 학교 이야기의 주요 장르를 영국.
똥
이 이야기는 요한-시기스문트 체육관의 학생을 위한 크리스마스 이전 며칠동안의 기간을 다룬다. 주요 등장인물은 교실의 1반 학생인 마르틴, 요나단, 테르티아반의 학생인 마츠, 울리 및 제바스티안, 주장이 입양한 고아이다. 체육관 학생과 다른 학교인 레알슐레 사이에는 격렬한 논쟁이 있다. 이른바 "현실주의자"들은 교사의 아들이 그의 아버지에게 집으로 운반하는 구술을 포함하는 그들의 교과서를 훔친다. 아들은 또한 '레알슐러'에게 잡혔다. 

## 등장인물
- 요나단 트로츠, 요흐니 - 그의 부모에게 버림받은 반미국계 소년.
- 마르틴 탈러, 다스 드레이마르크스튀크
- 마티아스 셀브만, 마츠
- 울리 본 심메른
- 세바스티안 프란크
- 테오도르 라반
- 요한 뵈크흐
- 로베르트 우토프트